# 정순영 (음악평론가)
정순영(鄭淳英, Jung Soon-young, 1958년 7월 31일 ~ )은 대한민국의 음악평론가, 현대음악 작곡가, 베스트셀러 작가, 오페라 대본 작가. 본관은 해주이며, 부산 출생이다.

## 생애
서울시 종로구의 서울교동초등학교를 졸업하고 중앙여자중학교를 졸업하고 진명여자고등학교를 졸업하고 경희대학교 음악대학 작곡과를 졸업하고 경희대학교 음악대학원 작곡과를 졸업하였다. 졸업 후 KBS FM 국군의 방송 <정다운 가곡> 진행자를 역임하였고 명동성당 오르간 반주자로 연주자와 경희대학교, 국립군산대학교, 한국교원대학교에 출강하였다. 한국국제예술원 (구)서울종합예술원 작곡과 교수, 한국국민악회 회장, 한국작곡가회 부회장, 한국평론가협의회 부회장, 서울작곡가포럼 부회장, 동서악회 이사를 역임했고, 한국국민악회 명예회장, 엄대호재단 초대 이사장으로 선임되었다.
1985년 월간음악 /월간음악사, <정 트리오> 연주회의 비평으로 음악평론가를 시작하여 현재까지 1000여 편의 비평과 기고를 남겼고 2022년 공저로 출판한 『음악 감상과 비평의 이론과 실제』는 베스트셀러로 선정되었다. 2023년 발표작, 엄대호 작곡의 오페라 <예수 그리스도>의 대본 작가이다.
“한국 음악계의 경사입니다. 정교수가 출판한 공저 『음악 감상과 비평의 이론과 실제』는 이론을 공부하는 학생, 교사, 이론 연구가, 대학생 등 모두에게 귀한 지침서로 크게 환영받으리라 믿습니다.”-故) 윤상열(국립군산대학교 명예교수, 작곡가)
"여성 작곡가임에도 불구하고 남성 못지않은 다이내믹과 퍼포먼스로 청중을 들썩거리게 만드는 강렬한 음악을 펼쳐온 전위예술 아티스트"- 김순화(월간리뷰 편집장)
“정순영 음악평론가는 섬세하고 냉철한 평으로 널리 알려졌다. 국내에서 천여 편 이상 비평을 남긴 독보적인 언론인이며 또한 그녀는 놀랄만한 아이디어로 음악을 작곡하는 현대음악 작곡가이다.”- 엄대호(현대음악 작곡가)

## 주요 수상
- 제 43회 올해의 최고예술가상(평론부문) 수상 (2023)[4]
- 제 33회 심사위원선정 특별예술평론상 (2013년)[10]
- 한국국민음악 작곡대상 수상 (2023년)
- 음악 춘추사 평론상 수상

## 주요 작품 목록

### 1) 음악 평론과 영화음악 평론
```
"
<영화 '미나리'
 , 음악적 입장에서 본 미나리 향>
[
11
]
외에 『월간음악』, 『음악저널』, 『월간리뷰』, 『피아노음악』, 『음악춘추』, 『조선일보』, 『글로벌이코노믹』, 『인터내셔널뮤직』, 『객석』, 『
한국국제교류재단
』 등에서 평론과 집필
[
3
]
```

### 2) 저서 및 오페라 대본
- 오페라 <예수 그리스도>[12] 대본 작가

- 『민속악과 양악에 관한 비평[13]』
- 『가곡 프로젝트[14]』
- 『현대음악 후아유[15]』
- 『작곡으로 먹고 살자[16]』
- 『음악 감상과 비평의 이론과 실제[5]』 공저

### 3) 작곡 활동[2]
- 제16회 신춘음악회 작곡 부문 출연 (1981년)
- 미국 오하이오 주립대 위촉 작품 <For Recorder> 연주 (1990년)
- 《정순영 작곡발표회》 (서울 예음홀) (1981년)
- 《정순영 창작 발표회》 (KBS-FM 교육방송) (1991년)
- 《한국민악회 작곡발표회》 (1990년대 후반 ~ 2023년)

### 4) 음반
- 『은혜와 경배 찬송가 1집』 (2022)[17]
- 『주는 나의 모든 것 찬송가 2집』 (2023)[18]

### 5) 주요 논문
『오르간 길라잡이』 (한국음악평론 VI)